# 트라이스타 픽처스
트라이스타 픽처스(영어: TriStar Pictures)은 1982년에 설립한 미국의 영화 제작 겸 배급 회사인 소니 픽처스 모션 픽처스 그룹에 소속되어 있는 영화사이며, 일본의 대기업 소니의 자회사인 소니 픽처스 엔터테인먼트가 소유하고 있다.

## 같이 보기
- 컬럼비아 픽처스
- 스크린 젬스
- 소니 픽처스 클래식스